# Belk Bowl 2015
Match précédent Match suivant
Le Belk Bowl 2015 est un match de football américain de niveau universitaire joué après la saison régulière de 2015, le 30 décembre 2015 au Bank of America Stadium de Charlotte en Caroline du Nord.
Il s'agissait de la 8e édition du Belk Bowl.
Le match a mis en présence les équipes de North Carolina State issue de l'Atlantic Coast Conference et de Mississippi State issue de la Southeastern Conference.
Il a débuté à 15:30 heure locale et a été retransmis en télévision sur ESPN.
Sponsorisé par la société Belk (grande surface située à Charlotte), le match fut officiellement dénommé le Belk Bowl.
Mississippi State gagne le match sur le score de 51 à 28.

## Présentation du match
| Équipes                                                                                                | Conférences | Entraîneurs | Stats. saison rég. | Classements avant le bowl CFP-AP-Coaches |
| --- | ----------- | ----------- | ------------------ | ---------------------------------------- |
| North Carolina State                                                                                   | ACC         | Dave Doeren | 7-5                | Non classé                               |
| Mississippi State                                                                                      | SEC         | Dan Mullen  | 8-4                | Non classé                               |
| Arbitre : Michael Batlan (Pac-12) Équipe donnée favorite par les bookmakers : Miss. State à 5 contre 1 |             |             |                    |                                          |

Il s'agit de la 5e rencontre entre ces deux équipes, North Carolina State a gagné à 3 reprises pour 2 à Mississippi State.
La dernière rencontre a vu la victoire de NC State sur le score de 28 à 24 lors du Peach Bowl 1995 joué le 1er janvier.

### Wolfpack de North Carolina State
Avec un bilan global en saison régulière de 7 victoires et 5 défaites, North Carolina State est éligible et accepte l'invitation pour participer au Belk Bowl 2015.
Ils terminent 4e de l'Atlantic Division de l'ACC derrière #2 Clemson, #14 Florida State, et Louisville, avec un bilan en division de 3 victoires et 5 défaites.
À l'issue de la saison 2015, ils n'apparaissent pas dans les classements CFP, AP et Coaches.
Il s'agit de leur 3e participation au Belk Bowl :
- victoire le 31 décembre 2005 contre les Bulls de South Florida sur le score de 14 à 0
- victoire le 27 décembre 2011 contre les Cardinals de Louisville sur le score de 31 à 24

### Bulldogs de Mississippi State
Avec un bilan global en saison régulière de 8 victoires et 4 défaites, Mississippi State est éligible et accepte l'invitation pour participer au Belk Bowl 2015.
Ils terminent avant-derniers (6e) de la West Division de la SEC derrière #1 Alabama, #10 Ole Miss, Arkansas, #16 LSU et Texas A&M, avec un bilan en division de 4 victoires et 4 défaites.
À l'issue de la saison 2015, ils n'apparaissent pas dans les classements CFP, AP et Coaches.
Il s'agit de leur 1re apparition au Belk Bowl.

## Résumé du match
Début du match à 15:35 heure locale, fin à 19:11 pour une durée globale de 3 h 16.
Pluie, température de (19 °C), vent de SE de (8 km/h).
| QT          | Temps       | Drive       | Drive       | Drive       | Équipe      | Description de l'action | Score | Score |
| QT          | Temps       | Jeux        | Yards       | TDP         | Équipe      | Description de l'action | NCSt  | MSt   |
| ----------- | ----------- | ----------- | ----------- | ----------- | ----------- | --- | ----- | ----- |
| 1           | 13:33       | 5           | 23          | 01:23       | MSt         | TD de 14 yards par WR Fred Ross à la suite d'une réception de passe de QB Dak Prescott + 1 point de conversion par K Westin Graves          | 0     | 7     |
| 1           | 03:31       | 4           | 68          | 01:46       | MSt         | TD à la suite d'une course de 28 yards par WR De'Runnya Wilson + 1 point de conversion par K Westin Graves                                  | 0     | 14    |
| 2           | 12:17       | 2           | 67          | 00:18       | MSt         | TD à la suite d'une course de WR Fred Ross + 1 point de conversion par K Westin Graves                                                      | 0     | 21    |
| 2           | 11:16       | 2           | 76          | 00:55       | NCSt        | TD de 82 yards par DL Pharoah McKever à la suite d'une réception de passe de QB Jacoby Brissett + 1 point de conversion par K Kyle Bambard  | 7     | 21    |
| 2           | 06:43       | 4           | 57          | 01:07       | NCSt        | TD à la suite d'une course de 48 yards de TE Jaylen Samuels + 1 point de conversion par K Kyle Bambard                                      | 14    | 21    |
| 2           | 03:18       | 9           | 74          | 03:19       | MSt         | TD à la suite d'un fumble recouvert dans la zone d'en-but par OLJustin Malone + 1 point de conversion par K Westin Graves                   | 14    | 28    |
| 2           | 00:14       | 7           | 33          | 01:15       | MSt         | FG de 39 yards par K Westin Graves | 14    | 31    |
| 3           | 07:20       | 7           | 65          | 01:35       | NCSt        | TD à la suite d'une course de 3 yards par QB Jacoby Brissett + 1 point de conversion par K Kyle Bambard                                     | 21    | 31    |
| 3           | 01:16       | 15          | 74          | 05:58       | MSt         | TD de 10 yards par RB Brandon Holloway à la suite d'une réception de passe de QB Dak Prescott mais la conversion par K Westin Graves échoue | 21    | 37    |
| 4           | 09:50       | 2           | 56          | 00:42       | MSt         | TD de 55 yards par RB Brandon Holloway à la suite d'une réception de passe de QB Dak Prescott + 1 point de conversion par K Westin Graves   | 21    | 44    |
| 4           | 05:38       | 5           | 51          | 01:49       | MSt         | TD à la suite d'une course de 33 yards par RB Aeris Williams + 1 point de conversion par K Westin Graves                                    | 21    | 51    |
| 4           | 00:45       | 17          | 65          | 04:45       | NCSt        | TD à la suite d'une course de 1 yard par TE Jaylen Samuels + 1 point de conversion par K Kyle Bambard                                       | 28    | 51    |
| Score final | Score final | Score final | Score final | Score final | Score final | Score final | 28    | 51    |

## Statistiques
| Statistiques par Équipes               | Statistiques par Équipes | Statistiques par Équipes |
| Statistiques                           | NCSt                     | MSt                      |
| -------------------------------------- | ------------------------ | ------------------------ |
| 1er downs                              | 20                       | 26                       |
| Conversion de 3e Down                  | 6/17                     | 9/17                     |
| Conversion de 4e Down                  | 4/6                      | 2/2                      |
| Jeux–yards                             | 79 jeux pour 424 yards   | 77 jeux pour 269 yards   |
| Yards à la course                      | 210                      | 189                      |
| Yards à la passe                       | 214                      | 380                      |
| Passes : Réussies-Tentées-Interceptées | 12/28, 2 Int.            | 25/42, 1 Int.            |
| Réussite en zone rouge/chances         | 2/2                      | 3/3                      |
| TD                                     | 4                        | 7                        |
| Field Goals                            | 0                        | 1                        |
| Sacks (Nombre-Yards gagnés)            | 1/2 yards gagnés         | 5/30 yards gagnés        |
| Fumbles (Nombre/Perdus)                | 1/0                      | 3/0                      |
| Pénalités (Nombre/Yards perdus)        | 4/50 yards perdus        | 5/27 yards perdus        |
| Temps de possession                    | 32:05                    | 27:55                    |

| Meilleur Joueur (MVP) | Meilleur Joueur (MVP) | Meilleur Joueur (MVP) |
| --------------------- | --------------------- | --------------------- |
| Nom                   | Équipe                | Poste                 |
| Dak Prescott          | QB                    | Miss. St.             |

| Statistiques Individuelles | Statistiques Individuelles | Statistiques Individuelles                      |
| -------------------------- | -------------------------- | ----------------------------------------------- |
| Quaterbacks                |                            |                                                 |
| NCSt                       | Brissett, Jacoby           | 12/28, 214 yards, 1 TD et 2 Int., 5 sacks subis |
| MSt                        | Dak Prescott               | 25/42, 380 yards, 4 TDs, 1 Int., 1 sack subi    |
| Meilleurs Coureurs         |                            |                                                 |
| NCSt                       | Hines, Nyheim              | 13 courses pour 70 yards nets gagnés, 0 TD      |
| MSt                        | Dak Prescott               | 12 courses pour 47 yards gagnés, 0 TD           |
| Meilleurs Receveurs        |                            |                                                 |
| NCSt                       | Ramos, Jumichael           | 5 réceptions pour 75 yards gagnés               |
| MSt                        | Fred Ross                  | 7 réceptions pour 74 yards gagnés, 1 TD         |
| Meilleurs Tackleurs        |                            |                                                 |
| NCSt                       | Jones, Josh                | 3 tacles en solo et 6 assistes                  |
| MSt                        | Beniquez Brown             | 5 tacles en solo, 4 assistes et 2 sacks         |